# Villalba del Alcor
Villalba del Alcor ist eine spanische Gemeinde der Provinz Huelva in Andalusien.

## Geschichte
Bis zur römischen Kolonisierung gibt es keine klaren Anzeichen für die Besiedlung des unter dem Namen El Giraldo bekannten Gebietes. Während der islamischen Epoche war die Zone wegen des Aufeinandertreffens der Königreiche Niebla und Sevilla gefährlich. Aus diesem Grund wurde zu Beginn des 12. Jahrhunderts, in der almohadischen Epoche eine Burg am Hang des Gebirges gebaut, das als Castillo de Ostia bekannt ist.
1248 eroberte Ferdinand III. Sevilla und das Gebiet Aljarafe. Villalba und seine Burg fielen dieser Eroberung zum Opfer, liegen jedoch immer noch im Grenzgebiet, bis 1262 schließlich auch das Königreich Niebla fällt. Daraufhin zerfällt die islamische Macht, doch Villalba bleibt immer noch unbewohnt. Erst ab 1327 setzt ein schneller Prozess der Wiederbesiedlung ein. 1588 wird ein Karmeliterkloster gegründet und 1618 ein weiteres. Diese Einrichtungen bewirken eine rasche Entwicklung des Ortes.
Nach dem 17. Jahrhundert wird ein Hospital für Typhuskranke errichtet. Dadurch erhielt Villalba eine herausragende Stellung innerhalb des Condado.

## Wirtschaft
Die Haupterwerbszweige sind die Landwirtschaft, besonders der Weinbau, und die Gastronomie.

## Sehenswürdigkeiten
- Kirchenfestung San Bartolomé
- Kloster San Juan Bautista mit Barockkirche
- Einsiedlerei Santa Águeda
- Kapelle Santísima Trinidad.
- Kapelle Nuestra Señora de las Reliquias
- Kapelle Santa Cruz in der Calle Real
- Kapelle Santa Cruz in der Calle Paterna
- Kapelle Santa Cruz in der Calle Cerrillo

## Feste
- Fest des Heiligen Kreuzes im Mai (Cruces de Mayo)
- Fest der Heiligen Agatha (Schutzheilige des Ortes)
- Fest der Virgen del Carmen in der letzten Woche des August bzw. der ersten Woche des Septembers
- Rundfahrt der Virgen del Carmen, die zum obengenannten Fest stattfindet

## Persönlichkeiten
- Nicolás Tenorio Cerero, Richter und Geschichtsschreiber (1863–1930)
- Carmelo del Toro (* 28. Januar 1972 in Villalba), Keramiker
- Francisco García Garrido (* 1990 in Huelva), Maler und Schriftsteller des minimalistischen Surrealismus